# Чернопятко, Иван Давидович
Иван Давидович Чернопятко (11 сентября 1914 — 11 декабря 1947) — командир взвода манёвренной группы 59-го Посьетского пограничного отряда Дальневосточного пограничного округа войск Народного комиссариата внутренних дел СССР, младший  

## Биография
Родился 11 сентября 1914 года в селе Нижнее ныне Луганской области в семье крестьянина. С 1929 года ученик слесаря, помощник маркшейдера на Горско-Ивановском и Брянском рудниках в Донбассе.
В 1936 году был призван на военную службу, служил в Пограничных войсках НКВД СССР, окончил школу младших командиров.
Участник боевых действий у озера Хасан 29 июля — 11 августа 1938 года.
29 июля 1938 года два отделения манёвренной группы 59-го Посьетского пограничного отряда Дальневосточного пограничного округа (которыми командовали И. Д. Чернопятко и Г. А. Батаршин) прибыли на усиление пограничного наряда на сопке Заозёрная. В этот же день японские войска численностью до 150 солдат (усиленная рота пограничной жандармерии с 4 пулемётами «гочкис») атаковали сопку Безымянную, на которой находилось 11 советских пограничников.
В первые дни конфликта 4 раза ходил в разведку, в одной из которых с бойцами уничтожил группу японцев. Умело командовал взводом, в бою за сопку Безымянную уничтожил расчёт японского пулемёта, после чего открыл огонь из трофейного пулемёта по японским солдатам.
Ночью с 30 на 31 июля 1938 года во время обхода постов обнаружил группу японских солдат, пытавшихся скрытно подползти к советским позициям, и вступил с ними в бой (заметив появление на склоне обрыва нескольких новых «кустов», он выстрелил по одному из «кустов» из винтовки — и из-под «куста» выпал японский солдат).
После того, как 31 июля 1938 года во время боя на высоте Заозёрная был ранен командир роты лейтенант С. Христолюбов, И. Д. Чернопятко в ответственный момент боя принял командование ротой. В дальнейшем был дважды ранен осколками (в грудь и в голову), но продолжал командование подразделением, умело маневрировал силами, отражая атаки японской пехоты. Подразделение под его командованием отбило 11 атак японских войск.
За умелое командование подразделением при защите границы Советского Союза, личную храбрость и стойкость Указом Президиума Верховного Совета СССР от 25 октября 1938 года младшему командиру Чернопятко Ивану Давидовичу присвоено звание Героя Советского Союза с вручением ордена Ленина и медали «Золотая Звезда».
В 1941 году окончил Военную Академию имени М. В. Фрунзе.
В годы Великой Отечественной войны с августа 1941 года служил в пограничных войсках ГУПВ НКВД СССР.
В 1947 году выступал в качестве свидетеля на Международном военном трибунале для Дальнего Востока. 11 декабря 1947 года майор И. Д. Чернопятко и майор Г А. Батаршин возвращались самолётом из Токио. В районе острова Аскольд гидросамолёт «Каталина» попал в тайфун и потерпел катастрофу.

## Правительственные награды
- Медаль «Золотая Звезда»[1];
- орден Ленина[1];
- Знак «Участнику Хасанских боёв»
- медали[1].

## Память
- И. Д. Чернопятко установлен обелиск в посёлке Посьет Хасанского района Приморского края, его имя также носят школа и улица.
- И. Д. Чернопятко установлен бюст возле школы № 36 в родном поселке Нижнее Луганской области Украины и здесь же есть улица Чернопятко, названная в его честь.
- В честь И. Д. Чернопятко были названы улица в Горском Луганской области Украины и судно МРХ[что?][1].